# 韋斯里站
韋斯里站是一座多倫多地鐵央街－大學線車站，坐落加拿大安大略省多倫多市中心央街和韋斯里街（Wellesley Street）交界處的東北角，於1954年3月30日聯同央街線一起開幕。
下列由多倫多公車局營運的巴士線駛經韋斯里站：
- 94號韋斯里巴士線（Wellesley）
- 97號央街巴士線（Yonge）
- 320號央街深宵巴士線（Yonge）

## 外部連結
- 维基共享资源上的相關多媒體資源：韋斯里站
- （英文）TTC Wellesley Station （页面存档备份，存于）－多倫多公車局網站 韋斯里站頁面